# Urząd ochrony lasów
Urząd ochrony lasów – jednostka organizacyjna Ministerstwa Rolnictwa i Dóbr Państwowych, powołana w celu wykonywania nadzoru ogólnego nad lasami i przepisów o ochronie lasów.

## Powołanie Urzędu
Na podstawie dekretu z 1919 r. w przedmiocie organizacji urzędów ochrony lasów ustanowiono Urząd.
Wykonanie dekretu powierzono Ministrowi Rolnictwa i Dóbr Państwowych.

## Struktura urzędu
Urzędy ochrony lasów stanowiły:
- główny inspektor ochrony lasów,
- okręgowi inspektorowie ochrony lasów,
- komisarze i podkomisarze ochrony lasów,
- urzędnicy pomocniczy i gajowi.

Ponadto w celu sprawowania czynności wymagających kolegialnego rozstrzygnięcia, powołano komisje ochrony lasów:
- okręgowe – w miastach, w których urzędowały okręgowe komisje ziemskie,
- główna – przy Ministerstwie Rolnictwa i Dóbr Państwowych.

## Główny Inspektor
Główny inspektor kierował działalnością inspektorów okręgowych i podległych im urzędników ochrony lasów i sprawował nad nimi nadzór techniczny i służbowy. Główny inspektor ochrony lasów uczestniczył w posiedzeniach głównej komisji ochrony lasów, zarządzał kancelarią i kierował biegiem spraw komisji.

## Komisarz ochrony lasów
Komisarz ochrony lasów sprawował nadzór na lasami w swoim obwodzie, a ponadto do jego obowiązków należało:
- prowadzenie statystyki leśnej,
- dozór nad użytkowaniem i odnowieniem lasu,
- badanie na gruncie w sprawie dotyczących lasów ochronnych,
- sporządzanie protokołów stosownie do przepisów ustawy o ochronie lasów,
- sporządzanie planów gospodarczych i kosztorysów,
- popieranie produkcji nasion i sadzonek,
- zachęcanie drobnych właścicieli ziemskich do zakładania szkółek leśnych,
- udzielanie informacji i porad techniczno-leśnych.

## Zakres działania komisji okręgowej
Do zakresu działania komisji okręgowej ochrony lasów należały następujące:
- decyzje w przedmiocie uznania lasów za ochronne lub wodno-ochronne,
- udzielanie pozwoleń na wyrąb w lasach zamkniętych dla użytkowania,
- wydawanie decyzji w sprawach zmiany użytkowania leśnego,
- wstrzymywanie i zmienianie zarządzeń właścicieli lasów, dotyczącego pustoszącego cięcia lasów,
- wydawanie pozwoleń na pasanie bydła w młodnikach, które nie osiągnęły ustanowionego wieku lub wzrostu,
- rozpoznawanie planów gospodarstwa leśnego w lasach, obciążonych służebnościami włościańskimi,
- ustanawianie i wyznaczanie właścicielom lasów terminu do ręcznego odnawiania, dokonywanych wbrew ustawom o wyrębie lub karczunku,
- dokonywanie podziału czynności między podwładnymi organami oraz udzielanie im pełnomocnictw wykonawczych,
- rozpatrywanie zażaleń na czynności podległych im urzędów ochrony lasów,
- wszelkie decyzje i sprawy, jakie były przekazane z mocy ustawy lub rozporządzenia komisjom ochrony lasów,

## Skład komisji okręgowych
Komisję okręgową ochrony lasów stanowili:
- prezes komisji okręgowej ziemskiej jako przewodniczący,
- okręgowy inspektor ochrony lasów,
- określona liczba radców mianowanych spośród osób posiadających wyższe wykształceni leśne oraz dostateczną znajomość prawa;
- określona liczba członków zaproszonych na okres 3 lat przez Ministra Rolnictwa i Dóbr Państwowych,
- delegowany do udziału komisji prawnik, spośród stałych członków prawników miejscowej komisji ziemskiej okręgowej,

## Główna komisja ochrony lasów
Główną komisję ochrony lasów przy Ministerstwie Rolnictwa i Dóbr Państwowych stanowili:
- Minister Rolnictwa i Dóbr Państwowych, jako przewodniczący;
- wiceprezes głównej komisji ziemskiej, jako zastępca przewodniczącego
- główny inspektor ochrony lasów;
- naczelnik wydziału ochrony lasów w Ministerstwie Rolnictwa i Dóbr Państwowych;
- określona liczba radców, mianowanych spośród osób, posiadających wyższe wykształcenie leśne i dostateczną znajomość prawa,
- określona liczba członków zaproszonych na okres 3 lat przez Ministra Rolnictwa i Dóbr Państwowych.

## Nowelizacja ustawy z 1924 r.
Na podstawie ustawa z 1924 r. o częściowej zmianie dekretu z 1919 r. w przedmiocie organizacji urzędów ochrony lasów przyjęto, że organami Ministra Rolnictwa i Dóbr Państwowych w zakresie ochrony lasów są wojewodowie, którym w tym zakresie podlegają: wojewódzki inspektor ochrony lasów, komisarze i podkomisarze ochrony lasów.
Z kolei główną komisję ochrony lasów przy Ministerstwie Rolnictwa i Dóbr Państwowych stanowili:
- Minister Rolnictwa i Dóbr Państwowych jako przewodniczący;
- naczelnik wydziału ochrony lasów w Ministerstwie Rolnictwa i Dóbr Państwowych;
- przedstawiciel Ministra Reform Rolnych;
- dwóch członków, delegowanych spośród urzędników Ministerstwa Rolnictwa i Dóbr Państwowych, posiadających wyższe wykształcenie leśne i dostateczną znajomość prawa oraz jeden z urzędników Ministerstwa Rolnictwa i Dóbr Państwowych z wykształceniem prawniczym;
- co najmniej dwóch członków zaproszonych na okres 3 lat przez Ministra Rolnictwa i Dóbr Państwowych jako przedstawiciele organizacji lub instytucji zawodowych leśnych lub rolnych, a wśród nich polowa przedstawicieli drobnej własności ziemskiej”.

Dla prawomocności decyzji głównej komisji ochrony lasów potrzebna była obecność przynajmniej 5 osób, w tej liczbie przewodniczącego lub jego zastępcy, przedstawiciela Ministerstwa Reform Rolnych, członka z wykształceniem prawniczym, oraz dwóch przedstawicieli organizacji zawodowych.